# Schlüsselkanal
Der Schlüsselkanal befindet sich im Schließzylinder. Es ist eine Öffnung im Kern eines Schließzylinders zur Aufnahme des Schlüssels. Der Schlüsselkanal hat zur lagensicheren Führung des Schlüssels einen profilierten Querschnitt. 
Das Einführen unberechtigter Schlüssel wird durch unterschiedliche Profile unwahrscheinlicher gemacht. Zudem erhöhen unterschiedliche Profile die Kombinationsmöglichkeiten, auch innerhalb von Schließanlagen.